# Parkesia
Parkesia és un gènere d'ocells de la família dels parúlids (Parulidae).

## Taxonomia
Segons la Classificació del Congrés Ornitològic Internacional (versió 15.1, 2025) aquest gènere està format per dues espècies:
- Bosquerola de Louisiana (Parkesia motacilla Vieillot, 1809)
- Bosquerola xivitona (Parkesia noveboracensis Gmelin, JF, 1789)